# Jan van de Graaff
Jan van de Graaff (født 24. september 1944 i Hengelo) er en hollandsk tidligere roer.
Van de Graaff vandt en bronzemedalje i firer med styrmand ved OL 1964 i Mexico City, sammen med Freek van de Graaff, Bobbie van de Graaf (ingen af de tre er i familie), Lex Mullink samt styrmand Marius Klumperbeek. Hollænderne indledte med at blive nummer to i indledende heat efter den italienske båd, men vandt efterfølgende opsamlingsheatet og kvalificerede sig dermed til finalen. Her blev de nummer tre, mens Tyskland vandt guld og Italien fik sølv.

## OL-medaljer
- 1964:  Bronze i firer med styrmand